# Nils Borring
Nils Borring (født 24. februar 1959 i Hammel) er en dansk politiker, der var borgmester i Favrskov Kommune, valgt for Socialdemokraterne, fra 2010 til 2021. Borgmesterposten overgik til Lars Storgaard fra Det Konservative Folkeparti efter kommunalvalget 2021. Borring er i stedet formand for byrådets Plan- og Landdistriktsudvalg fra 2022.
Borring er uddannet folkeskolelærer i 1984 og arbejdede på Søndervangskolen i Hammel indtil han blev borgmester.
Han blev medlem af kommunalbestyrelsen i Hammel Kommune i 1998 og i Favrskov Kommune i 2006. Efter kommunalvalget 2009 indgik han en konstituering med Socialistisk Folkeparti og Konservative, som sikrede ham borgmesterposten.
Borring bor i Hammel, er gift og har to børn.